# Villazanzo de Valderaduey
Villazanzo de Valderaduey è un comune spagnolo di 691 abitanti situato nella comunità autonoma di Castiglia e León.